# Aníbal Calderón
Aníbal Gabriel Calderón Zavala (Chile, 20 de diciembre de 1999) es un futbolista profesional chileno que se desempeña como defensa o mediocampista. Actualmente milita en el Callosa Deportiva CF de la Lliga Comunitat Sur de España.

## Clubes
| Club                 | País      | Año       |
| -------------------- | --------- | --------- |
| Los Andes            | Argentina | 2018      |
| Gremio B             | Brasil    | 2019      |
| América de Quito     | Ecuador   | 2020      |
| Deportes Temuco      | Chile     | 2020-2021 |
| Deportes Santa Cruz  | Chile     | 2022      |
| Callosa Deportiva CF | España    | 2023-Act. |